# Up and Down the Ladder
Up and Down the Ladder è un cortometraggio muto del 1913 diretto da Laurence Trimble.

## Trama
Il professor Stoddard è uno scapolo che ama solo i suoi libri. Un giorno, il suo domestico manda in pezzi un busto di Shakespeare mentre sta spolverando. Irritato, Stoddard decide di prendere una nuova domestica ma richiede che abbia come minimo 45 anni. Luella, che di anni ne ha 18 ma ha anche un disperato bisogno di lavorare, si traveste da donna di mezza età e si presenta a Stoddard che l'assume. Lui decide che non vuole assistere alla pulizia della casa e annuncia che vuole andarsene una settimana a Washington. Poi, però, ritorna nell'appartamento perché vi ha dimenticato l'ombrello: vi trova Luella che si è tolta il travestimento e ora splende in tutta la sua bellezza. Stoddard si innamora immediatamente della fanciulla e comincia ad aiutarla a mettere a posto i libri. Mentre sono sulla scala, la prende tra le braccia e la bacia. Ci vuole poco per mettere su famiglia e a riempire la casa, prima silenziosissima, di bercianti pargoli che fanno felici mamma e papà.

## Produzione
Il film fu prodotto dalla Vitagraph Company of America.

## Distribuzione
Distribuito dalla General Film Company, il film - un cortometraggio in una bobina - uscì nelle sale cinematografiche statunitensi il 26 maggio 1913.